# Eusebio A. Romero Arenas
Eusebio Adelaido Romero Arenas (San Martín Chalchicuautla, San Luis Potosí, México; 16 de diciembre de 1893-Tempoal, Veracruz;  21 de noviembre de 1960) fue un empresario, ganadero y político mexicano, que se desempeñó como  presidente municipal en cuatro ocasiones del municipio de Tempoal, en Veracruz. Es la única persona que ha ocupado este cargo en cuatro periodos constitucionales como la primera autoridad.Destacó por su labor como alcalde, siendo clave en el rumbo de la historia moderna de Tempoal, llevando a cabo importantes aportaciones durante sus periodos para el desarrollo social, político y económico del municipio.

## Biografía

### Primeros años

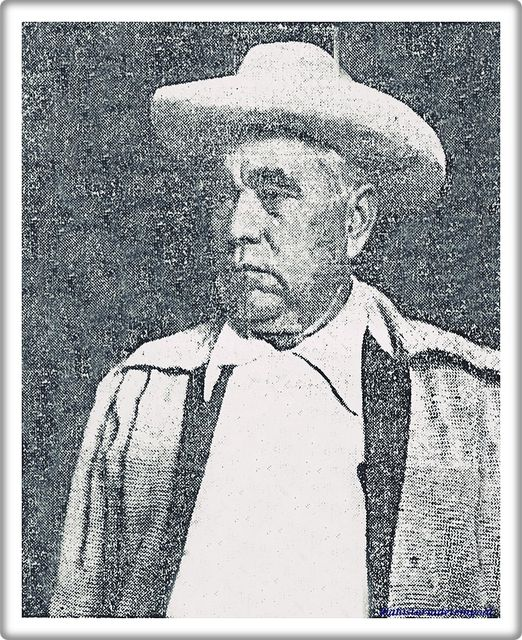

Nació en 1893 en un pueblo del estado de San Luís Potosí, llamado San Martín Chalchicuautla. Hijo del señor José María Romero del mismo pueblo de San Martin y de la señora Juvencia Arenas de la localidad de Soyatla, Tianguistengo, Hidalgo.
A la edad de siete año ingresó a la escuela donde cursó hasta solamente el tercer año, pues siendo sus padres de muy escasos recursos, tuvo la necesidad de trabajar desde muy pequeño boleando zapatos a fin de poderles ayudar para su sostenimiento.
En el año de 1911, llegaron hasta él, noticias de que en Tempoal existía un progreso económico bastante fuerte y allá se dirigió con el deseo de progresar y elevar hasta donde fuera posible su estándar de vida.
Estuvo trabajando como zapatero durante mucho tiempo, hasta que al fin se colocó como empleado en la casa del señor Agustín Medellín, primero realizando trabajos como cargar y acomodar cajas, luego con el carácter de dependiente de mostrador. Duró cinco años en este empleo y durante este tiempo, gracias a su honradez y rectitud, supo ganarse todo el cariño y afecto del señor Medellín.

### Hechos durante la revolución mexicana
En 1918 su jefe protector fue preso por el general Querol con el fin de pedir un fuerte rescate por su libertad, con lo que el señor Romero quedó provisionalmente, como encargado único de los negocios del señor Medellín. Durante ese tiempo, Romero fue atacado por un grupo de revolucionarios, que saquearon los negocios del señor Medellín, pese a que fue agredido y sometido con el fin de que entregara las fortunas, el señor Romero de manera audaz había escondido previamente todo el dinero bajo tierra, y no cedió para entregarlo pese a las amenazas de muerte. Cuando el señor Medellín pudo al fin volver sano y salvo de aquella aventura y al encontrar que el señor Eusebio A. Romero había llevado el negocio sin haber perdido nada del prestigio que tenía; habiendo visto que se lo entregaban sus bienes, tal y como los había dejado, formó una sociedad con el señor Romero Arenas, la cual fue fructífera para ambos. De esta manera logró independizarse, teniendo así sus propios recursos ganados honradamente.

## Carrera política
Con el paso del tiempo, fue un próspero ganadero que se ganó la simpatía y cariño de los tempoalenses, llegando a ser alcalde de la Villa de Tempoal, en cuatro ocasiones (1926-1927; 1934-1935; 1942-1943; 1952-1955); siendo la única persona que ha ocupado este cargo en cuatro periodos constitucionales como la primera autoridad del municipio.
Con el en cargo, por decreto del 27 de mayo de 1927 el pueblo de Tempoal se eleva a la categoría de Villa.

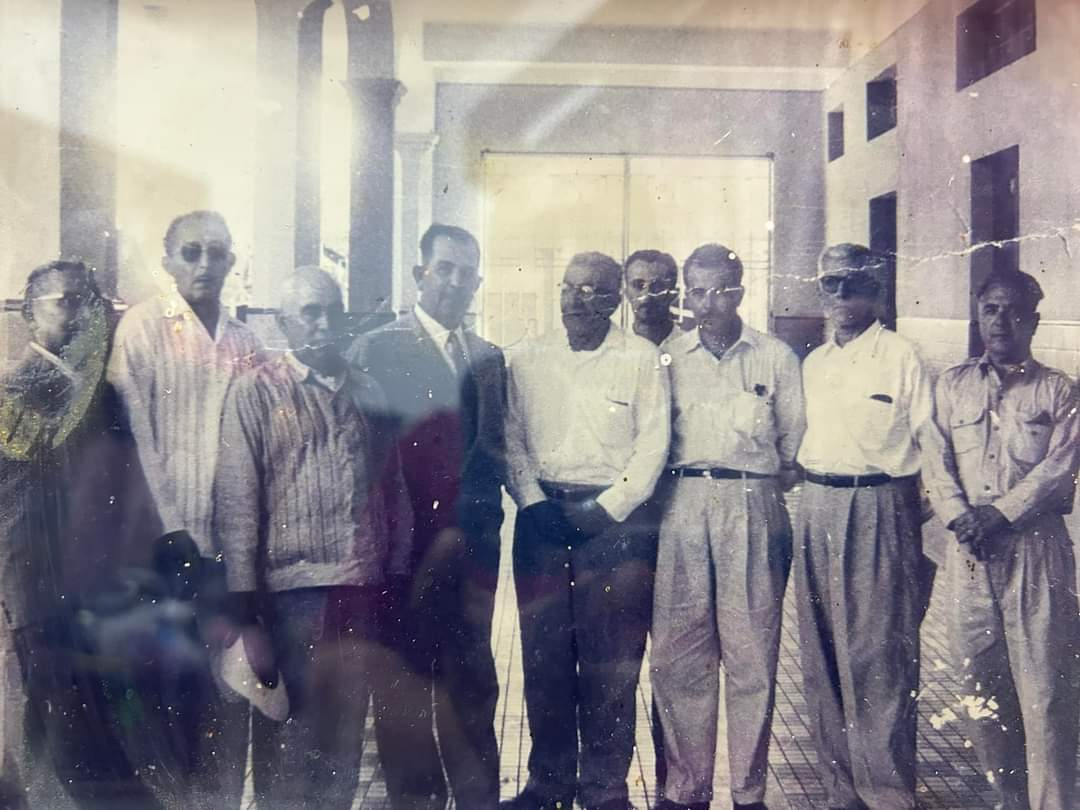
Eusebio A. Romero presidente municipal de Tempoal junto al General Lázaro Cárdenas presidente de México

De 1934 a 1940,  durante el mandato del general Lázaro Cárdenas, que como presidente de México, es quien promueve la creación de asociaciones ganaderas e incentiva con su reforma agraria la producción agropecuaria. Don Eusebio A. Romero, en calidad de alcalde de la Villa de Tempoal, atendiendo las indicaciones del presidente de la república, funda la Asociación Ganadera Local de Tempoal, cúspide ganadera y capital de producción pecuaria del país que fue alcanzada por el municipio.

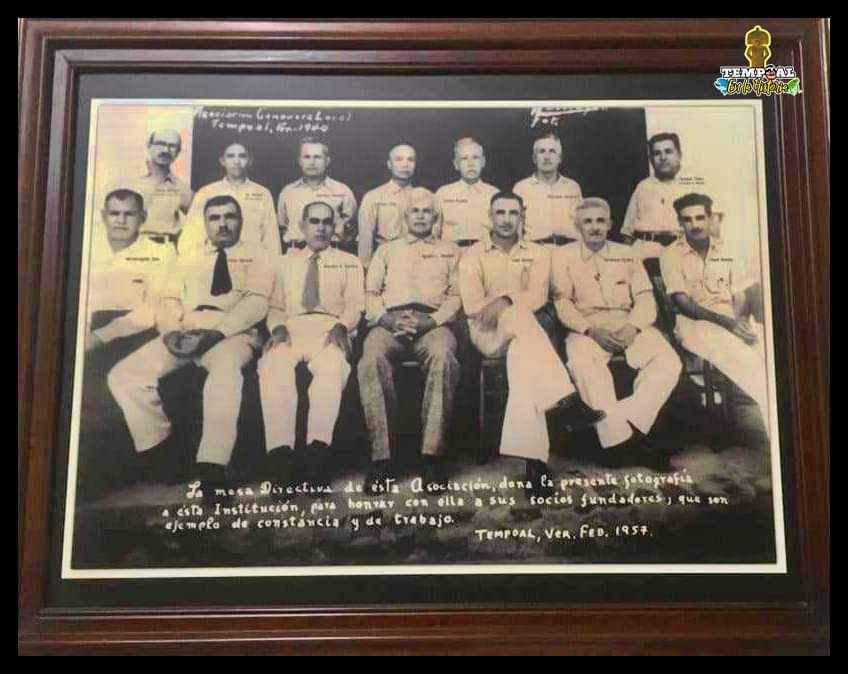
Mesa directiva de la asociación ganadera local de Tempoal

Entre muchas de sus obras realizadas durante su gestión siendo cuatro veces presidente municipal de la Villa de Tempoal, Veracruz, destacan: En 1926 la construcción de la Escuela de Niñas*, de la cual se carecía; en 1934/35 se terminó la planta baja y posteriormente quedó en servicio; en 1953/55 se le construyó un nivel más y se formó parte del Centro Escolar "Rafael Platón Sánchez".

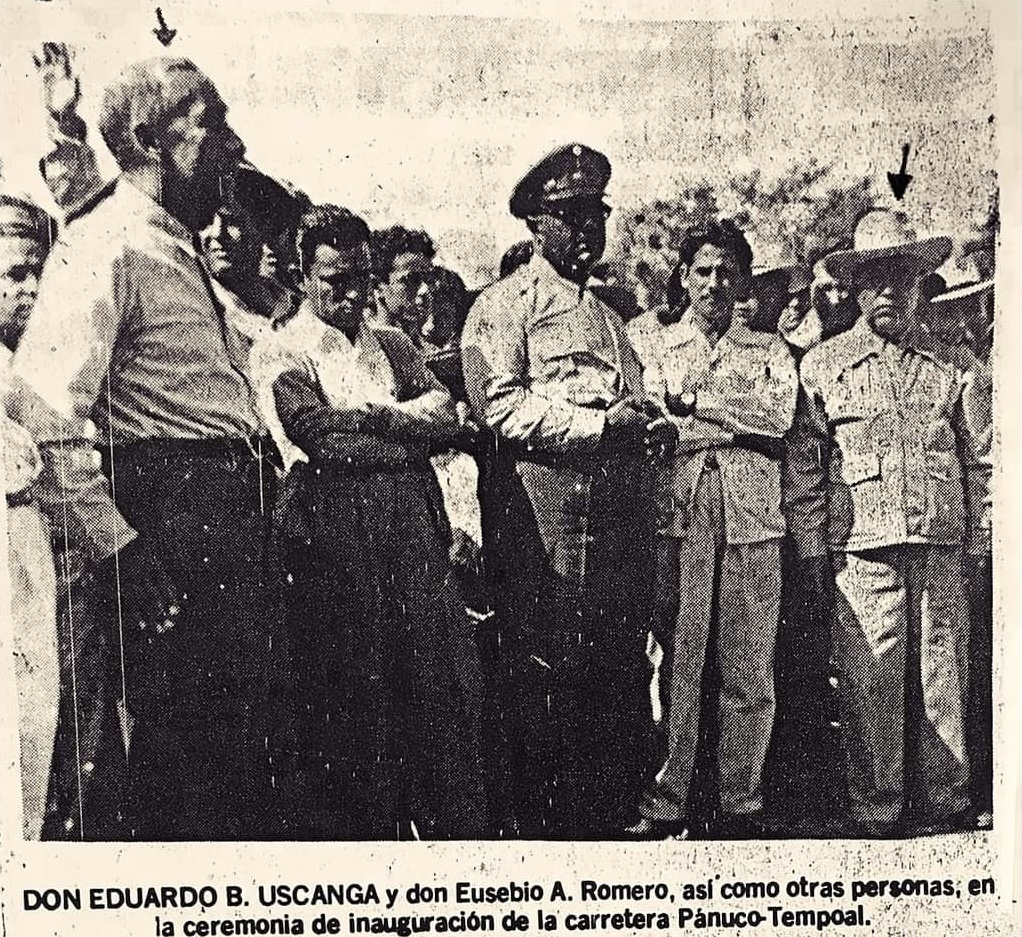
Romero Arenas en la inauguración de la carretera Pánuco-Tempoal

La electrificación de Tempoal y El Higo, pavimentación de calles, el centro de salud, fueron otras de sus gestiones. Su colaboración y ayuda a la residencia de la carretera Alazán - Canoas, fue considerada oficialmente como muy valiosa; pues se coordinó con el entonces presidente de México Adolfo Ruiz Cortines con quién sostuvo múltiples encuentros y entabló una estrecha relación de amistad que resultó en el benificio con el paso de la obra federal para las conexiones del municipio de Tempoal con otros como Pánuco y Tampico; fue el mismo señor Ruiz Cortines quién le ofreció la instalación de un ingenio azucarero en Tempoal, obra que no pudo ver la luz en el municipio, debido a una negativa de los ganaderos locales, quiénes controlaban la economía del lugar. Esto pese a los intentos del señor Romero de que se materializara, pues consideraba que de concretarse significaría industrialización y progreso para la región.
Siempre colaboró eficazmente con las autoridades para toda obra social; así correspondió a la ayuda que se le dio a los ayuntamientos que el presidió.
En el ejercicio de su mandato fue siempre atento a los asuntos que se le plantearon, para darles solución adecuada; con las personas acomedido y digno, con los humildes amigable; su premisa: Preservar la dignidad de la persona humana.
Eusebio tuvo una extraordinaria sensibilidad por la política, situación que ocasionó que fuese un líder natural de su comunidad. Preocupado siempre por los problemas de su pueblo. Un gran ilustre y gran hombre, noble y con un gran corazón, fundador de la escuela primaria "Amado Nervo", de Corozal, localidad del municipio de Tempoal, en donde fue colocada una placa alusiva a tan importante obra  que fue construida por todo el pueblo, él como dirigente; la escuela está construida a base de piedras que fueron acarreadas en aquel entonces por carretas tiradas por mulas.

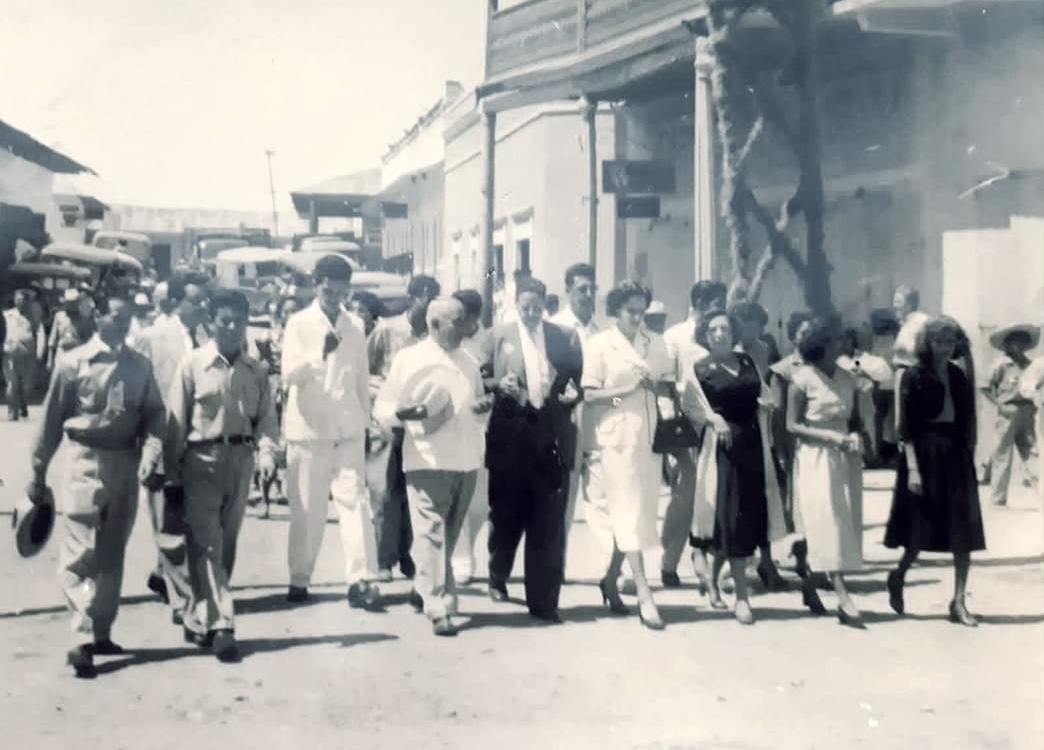
Gobernador Marco Antonio Muñoz en su visita a Tempoal caminando junto al presidente municipal Eusebio A. Romero

Destacadas figuras políticas reconocieron sus méritos y le brindaron su apoyo, cultivando estrecha amistad con políticos de primer nivel como el general Lázaro Cárdenas del Río, Ángel Carvajal, Adolfo Ruíz Cortines, Lic. Marco Antonio Muñoz y otras figuras importantes de la política nacional, que siempre le tuvieron una consideración, un respeto y un trato especial para Don "Chevo", como era conocido en todos los ámbitos de la política.
Poco tiempo después de terminar su último mandato y después de su muerte, en 1960 por decreto n.º 82 el 29 de noviembre Tempoal pasó de Villa a Ciudad.

## Legado

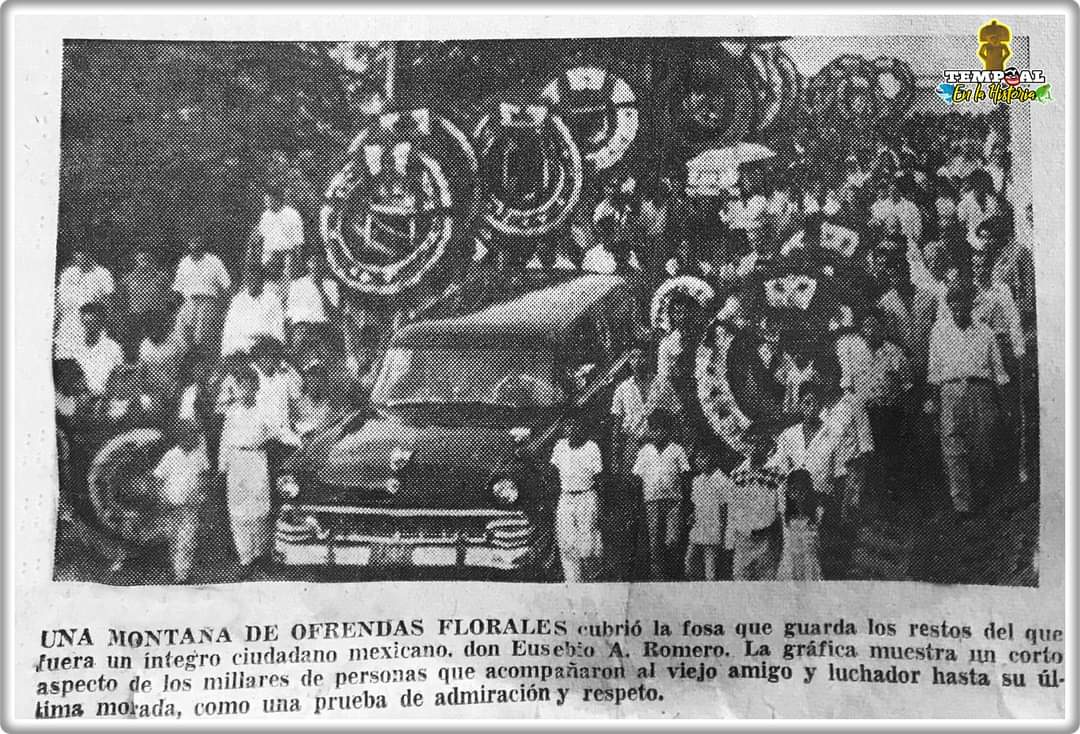
Personas de Tempoal acompañando con ofrendas florales en la ceremonia fúnebre de Eusebio Adelaido Romero Arenas

Falleció el lunes 21 de noviembre de 1960, de manera sorpresiva, víctima de un paro cardiorrespiratorio; en medio del dolor de sus familiares y la consternación del pueblo al que tanto quiso y sirvió. Todo un pueblo unido lloró y sintió en gran manera su partida; fue acompañado a su última morada, lo mismo por ricos que por pobres, ya que fue una persona muy querida en Tempoal. Hasta hoy en día hay personas que le recuerdan con mucho cariño por tan noble persona, honrada y recta que fue en su vida; preocupado siempre por su gente, por su pueblo, a quienes ayudó mucho a salir adelante.

## Reconocimientos

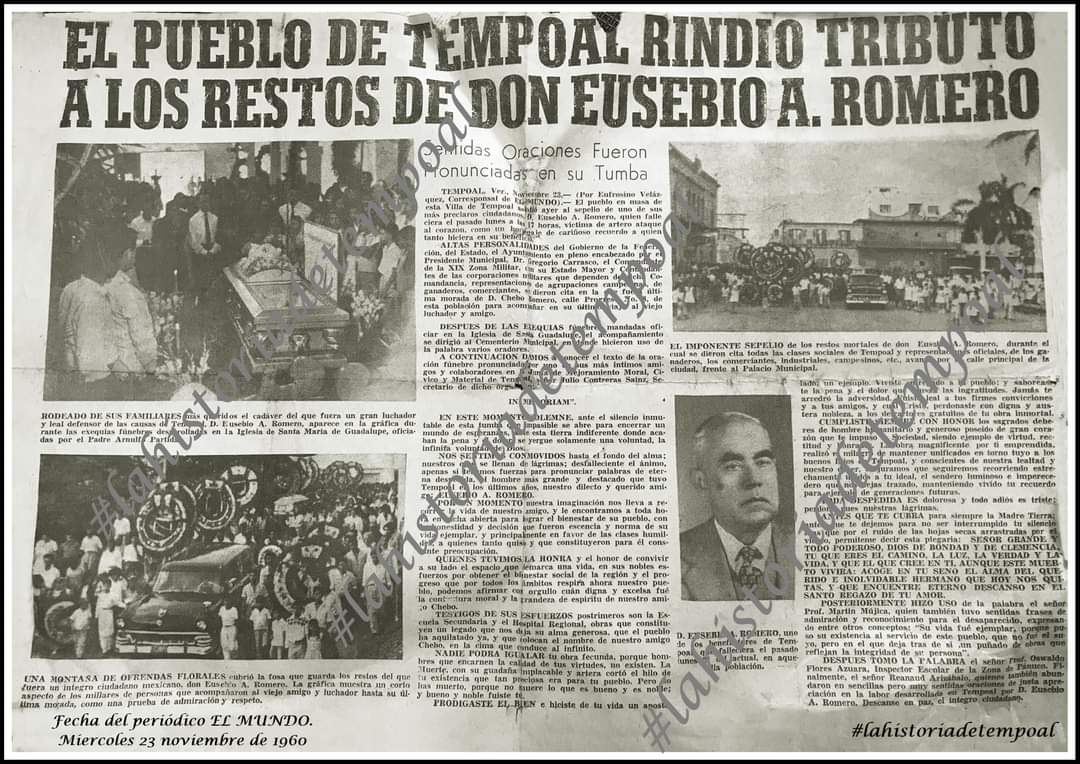
Nota del periódico “EL MUNDO” sobre el fallecimiento de Eusebio A. Romero

Como reconocimiento a un ciudadano ejemplar, el pueblo y gobierno de Tempoal honra en nombre de su memoria; un Jardín de Niños en la colonia La Brisa; una escuela primaria en la colonia Revolución Verde  y la calle donde vivió, como un testimonio de reconocimiento para la posteridad de tan noble ciudadano y funcionario público, que supo desempeñar su puesto de manera ejemplar, dejando un gran precedente para la historia de Tempoal.
- Escuela Primaria Eusebio A. Romero Arenas. (Avenida cinco de mayo s/n, Colonia: Revolución, Verde Tempoal Veracruz.)

- Jardín de Niños Eusebio A. Romero Arenas. (Privada Albañil No, 1 Colonia La Brisa, Tempoal, Veracruz.)

- Un aula en la Escuela Primaria Rafael Platón Sánchez, que también lleva su nombre.

- La calle donde vivió lleva su nombre, en la nomenclatura de calle en Tempoal

- Una calle con su nombre en Corozal
- Una placa en la escuela primaria "Amado Nervo" de Corozal
- La avenida principal de Hule lleva su nombre. Importante localidad que surgió durante su mandato.